# Prowincja Makamba
Makamba – jedna z 17 prowincji w Burundi, znajdująca się w południowej części kraju.